# Erik Solheim
Erik Solheim (né le 18 janvier 1955 à Oslo) est un diplomate norvégien et un ancien homme politique. 

## Biographie
Après avoir milité et dirigé la jeunesse socialiste (Sosialistisk Ungdom) de 1977 à 1980, il a été  secrétaire du Parti socialiste de gauche (1981-1985), puis dirigeant de ce parti (1987-1997). 
Il a été élu député au Storting de 1989 à 2001 puis a fait partie du second gouvernement Stoltenberg. 
- Ministre du Développement international (du 17 octobre 2005 au 17 octobre 2007)[1]
- Ministre du Développement international et de l'Écologie (du 18 octobre 2007 au 23 mars 2012[1].

De 2013 à 2016, il a travaillé à l'OCDE, comme président du Comité d'aide au développement.
De 2016 à 2018, il a dirigé le Programme des Nations unies pour l'environnement; il démissionna de son poste en novembre 2018. La démission est venue après un rapport d'audit interne du Bureau des services de contrôle interne. L'enquête a révélé que Solheim avait dépensé près de $ 500.000 (439.000 Euro) sur les voyages et réclamé des dépenses injustifiées - à un moment où moins de financement est disponible pour l'Organisation des Nations unies. Ses nombreux voyages ont conduit à des accusations qu'il ne prend guère en considération l'environnement et la réduction des émissions de dioxyde de carbone.

### Vie privée
Marié, il est père de quatre enfants.